# Willow Creek (Oldman River)
Der Willow Creek (englisch für „Weiden-Flüsschen“) ist ein etwa 180 km langer linker Nebenfluss des Oldman River im Südwesten der kanadischen Provinz Alberta.

## Flusslauf
Der Willow Creek entspringt am Ostrand der Kanadischen Rocky Mountains, 7 km östlich von Mount Burke, auf einer Höhe von 1720 m. Der Willow Creek fließt anfangs in südöstlicher Richtung durch das Gebirge. Nach 25 km erreicht er das Chain Lakes Reservoir. Dort befindet sich auch der Chain Lakes Provincial Park. Der Willow Creek fließt nun in östlicher Richtung durch das Vorland der Rocky Mountains. Er weist nun bis zu seiner Mündung ein stark mäandrierendes Verhalten auf. Nach weiteren 55 km erreicht der Fluss ein Wehr, an welchem ein Kanal zum nahe gelegenen Pine Coulee Reservoir abzweigt. Unterhalb des Wehrs befindet sich der Willow Creek Provincial Park. Der Fluss verläuft unterhalb des Staudamms und wendet sich in Richtung Südsüdost. 35 km oberhalb der Mündung quert ein Bewässerungskanal den Fluss. Nach weiteren 5 km kreuzt der Alberta Highway 2 den Flusslauf. Schließlich erreicht der Fluss den Oldman River. Die Mündung befindet sich 6 km nordöstlich von Fort Macleod.

## Hydrologie
Das Einzugsgebiet des Willow Creek umfasst etwa 2520 km². Der mittlere Abfluss am Pegel 31 km oberhalb der Mündung nahe Nolan beträgt 5,9 m³/s. Die höchsten mittleren monatlichen Abflüsse treten im Mai und im Juni mit 11,3	bzw. 15,2 m³/s auf.